# Gilbert Colgate
Gilbert Colgate (n. 21 decembrie 1899, New York City, New York, SUA – d. 9 octombrie 1965, New York City, New York, SUA) a fost un bober ce a reprezentat Statele Unite ale Americii, medaliat olimpic. A participat la o ediție a Jocurilor Olimpice (1936) în care a câștigat o medalie de bronz.

## Participări
Lista de mai jos prezintă principalele competiții la care a participat Gilbert Colgate de-a lungul carierei.
- bobsleigh at the 1936 Winter Olympics – two-man[*][1]